# أعلام منطقة كانساي اليابانية
هذه القائمة تظهر أعلام منطقة كانساي اليابانية مقسمة حسب القائمقاميات.

## قائمقامية ميه

### المدن

إغا (ميه)
إنابه (ميه)
إيسه
كامياما (ميه)
كومانو (ميه)
كوانا (ميه)
ماتسوساكا (ميه)
ناباري (ميه)
أواسي (ميه)
شيما (ميه)
سوزوكا (ميه)
توبا (ميه)
تسو (ميه)
يوكايتشي (ميه)

### المناطق

أيشو
كورا (اليابان)
تاغا
Toyosato

Asahi [الإنجليزية]
كاواغويه  [لغات أخرى]‏
كيهو  [لغات أخرى]‏
Kihoku
Kisosaki [الإنجليزية]
كومونو  [لغات أخرى]‏
ميوا  [لغات أخرى]‏
Mihama [الإنجليزية]
Minamiise [الإنجليزية]
أوداي  [لغات أخرى]‏
Taiki [الإنجليزية]
Taki [الإنجليزية]
Tamaki [الإنجليزية]
توين  [لغات أخرى]‏
واتاراي  [لغات أخرى]‏

## قائمقامية شيغا

### المدن

هيغاشيومي (شيغا)
هيكونا (شيغا)
كوكا (شيغا)
كونان (شيغا)
كوساتسو (شيغا)
مايبارا (شيغا)
مورياما (شيغا)
ناغاهاما (شيغا)
أوتسو (شيغا)
أوميهاتشيمان (شيغا)
ريتو (شيغا)
تاكاشيما (شيغا)
ياسو (شيغا)

### المناطق
- أيشو
- هينو  [لغات أخرى]‏
- كورا (اليابان)
- ريو  [لغات أخرى]‏
- تاغا
- Toyosato [الإنجليزية]

## قائمقامية كيوتو

### المدن

آيابه (كيوتو)
فوكوتشياما (كيوتو)
جويو (كيوتو)
كاميوكا
كيزوغاوا (كيوتو)
كيوتانابي (كيوتو)
كيوتانغو (كيوتو)
كيوتو
مايزورو (كيوتو)
ميازو (كيوتو)
موكو (كيوتو)
ناغاوكاكيو (كيوتو)
نانتان (كيوتو)
يوجي (كيوتو)
ياواتا (كيوتو)

### القرى والأرياف

Kumatori
Misaki
Nose
شيماموتو
تاداوكا
Taishi
تاجيري
تويونو

Fukusaki
هاريما (هيوغو)
إنامي (هيوغو)
Kamigōri
Sayō
Shin'onsen
Taishi
Taka

Ando
أسوكا
هيغوري
هيغاشيوشينو
Ikaruga
كاميكتاياما
Kanmaki
كاواكامي
Kawanishi
كوروتاكي
ميتسو
نوسيغاوا
أوجي
أويودو (نارا)
شيمويتشي
شيموكيتاياما
سوني، نارا
Takatori
Tawaramoto
تينكاوا
توتسوكاوا
يمازو
يوشينو

Ide [الإنجليزية]
إينه
Kasagi [الإنجليزية]
Kumiyama [الإنجليزية]
Kyōtamba [الإنجليزية]
مينامياماشيرو (كيوتو)
Ōyamazaki [الإنجليزية]
سيكا (كيوتو)
أوجيتاوارا [الإنجليزية]
وازوكا (كيوتو)
Yosano [الإنجليزية]

## قائمقامية أوساكا

### المدن

دايتو (أوساكا)
فوجيديرا (أوساكا)
هابيكينو (أوساكا)
هانان (أوساكا)
هيغاشي-أوساكا (أوساكا)
هيراكاتا (أوساكا)
إباراكي (أوساكا)
إكيدا (أوساكا)
إزومي (أوساكا)
إزوميوتسو (أوساكا)
إيزوميسانو
كادوما (أوساكا)
كايزوكا (أوساكا)
كاشيوارا (أوساكا)
كاتانو (أوساكا)
كاواتشيناغانو (أوساكا)
كيشيوادا (أوساكا)
ماتسوبارا (أوساكا)
مينوه (أوساكا)
موريغوتشي (أوساكا)
نياغاوا (أوساكا)
أوساكا
أوساكاساياما (أوساكا)
ساكاي
سينان (أوساكا)
سيتسو (أوساكا)
شيجوناواتي (أوساكا)
سويتا (أوساكا)
تاكايشي (أوساكا)
تاكاتسوكي (أوساكا)
تونداباياشي (أوساكا)
تويوناكا (أوساكا)
ياو (أوساكا)

### القرى والأرياف
- تشيهاياكاساكا  [لغات أخرى]‏
- كانان  [لغات أخرى]‏
- Kumatori [الإنجليزية]
- Misaki [الإنجليزية]
- Nose [الإنجليزية]
- شيماموتو
- تاداوكا
- Taishi [الإنجليزية]
- تاجيري
- تويونو

## قائمقامية هيوغو

### المدن

أيوي (هيوغو)
أكاشي (هيوغو)
أكو (هيوغو)
أماغاساكي (هيوغو)
أسغو (هيوغو)
آشيا (هيوغو)
أواجي (هيوغو)
هيميجي (هيوغو)
إتامي (هيوغو)
كاكوغاوا (هيوغو)
كاساي (هيوغو)
كاتو (هيوغو)
كاوانيشي (هيوغو)
كوبه
ميكي (هيوغو)
مينامياواجي (هيوغو)
نيشينومايا (هيوغو)
نيشيواكا (هيوغو)
أونو (هيوغو)
ساندا (هيوغو)
ساساياما (هيوغو)
شيسو (هيوغو)
ساموتو (هيوغو)
تاكارازوكا (هيوغو)
تاكاساغو (هيوغو)
تامبا (هيوغو)
تاتسونو (هيوغو)
تويوكا (هيوغو)
يابو (هيوغو)

### القرى والأرياف
- Fukusaki [الإنجليزية]
- هاريما (هيوغو)
- ايشيكاوا  [لغات أخرى]‏
- إناغاوا  [لغات أخرى]‏
- إنامي (هيوغو)
- كامي  [لغات أخرى]‏
- Kamigōri [الإنجليزية]
- كاميكاوا  [لغات أخرى]‏
- Sayō [الإنجليزية]
- Shin'onsen [الإنجليزية]
- Taishi
- Taka [الإنجليزية]

## قائمقامية نارا

### المدن

غوجو (نارا)
غوسي (نارا)
إكوما (نارا)
كاشيبا (نارا)
كاشيهارا (نارا)
كاتسوراغي (نارا)
نارا (مدينة)
ساكوراي (نارا)
تيرني (نارا)
يودا (نارا)
ياماتوكورياما (نارا)
ياماتوتاكادا (نارا)

### القرى والأرياف
- Ando [الإنجليزية]
- أسوكا
- هيغوري
- هيغاشيوشينو
- Ikaruga [الإنجليزية]
- كاميكتاياما
- Kanmaki [الإنجليزية]
- كاواي  [لغات أخرى]‏
- كاواكامي
- Kawanishi [الإنجليزية]
- كوريو  [لغات أخرى]‏
- كوروتاكي
- ميتسو
- مياكي  [لغات أخرى]‏
- نوسيغاوا
- أوجي
- أويودو (نارا)
- سانغو  [لغات أخرى]‏
- شيمويتشي
- شيموكيتاياما
- سوني، نارا
- Takatori [الإنجليزية]
- Tawaramoto [الإنجليزية]
- تينكاوا
- توتسوكاوا
- يمازو
- يوشينو

## قائمقامية واكاياما

### المدن

أريدا (واكاياما)
غوبو (واكاياما)
هاشيموتو (واكاياما)
إوادي (واكاياما)
كاينان (واكاياما)
كينوكاوا (واكاياما)
شينغو (واكاياما)
تانابا (واكاياما)
واكاياما (واكاياما)

### القرى والأرياف

آريداغاوا
هيداكا
Hidakagawa [الإنجليزية]
Hirogawa
Inami [الإنجليزية]
كاميتوندا
كاتسوراغي
كيمينو
Kitayama [الإنجليزية]
كويا
كوزاغاوا
كودوياما
Kushimoto
Mihama [الإنجليزية]
مينابه
ناتشيكاتسورا
شيراهاما واكاياما
سوسامي
Taiji [الإنجليزية]
يواسا
يورا  [لغات أخرى]‏